# Ньютаун-Сент-Босвеллс
Нью́таун-Сент-Бо́свеллс (англ. Newtown St Boswells) — місто на півдні Шотландії, адміністративний центр області Шотландські кордони.
Населення міста становить 1 230 осіб (2006).